# Rechtmatigheid
Rechtmatigheid is de overeenstemming met de geldende regels en besluiten van een (voorgenomen) handelwijze. In de juridische wereld wordt de term in de breedste zin van het woord gebruikt, terwijl de term vooral in een financiële en of materiële context wordt gebruikt op overheidsniveau. 
Een overheid, provincie of gemeente moet een begroting financieel rechtmatig opstellen, door alleen kosten en baten op te voeren die in overeenstemming zijn met wettelijke regelingen en verordeningen. De controle op deze zogenaamde financiële rechtmatigheid wordt uitgevoerd door een accountant.
Gerelateerde begrippen:
- billijk
- doelmatig
- rechtvaardig

Het tegenovergestelde van rechtmatigheid in de juridische zin van het woord is onrechtmatigheid.